# Чемпионат Беларуси по сёги

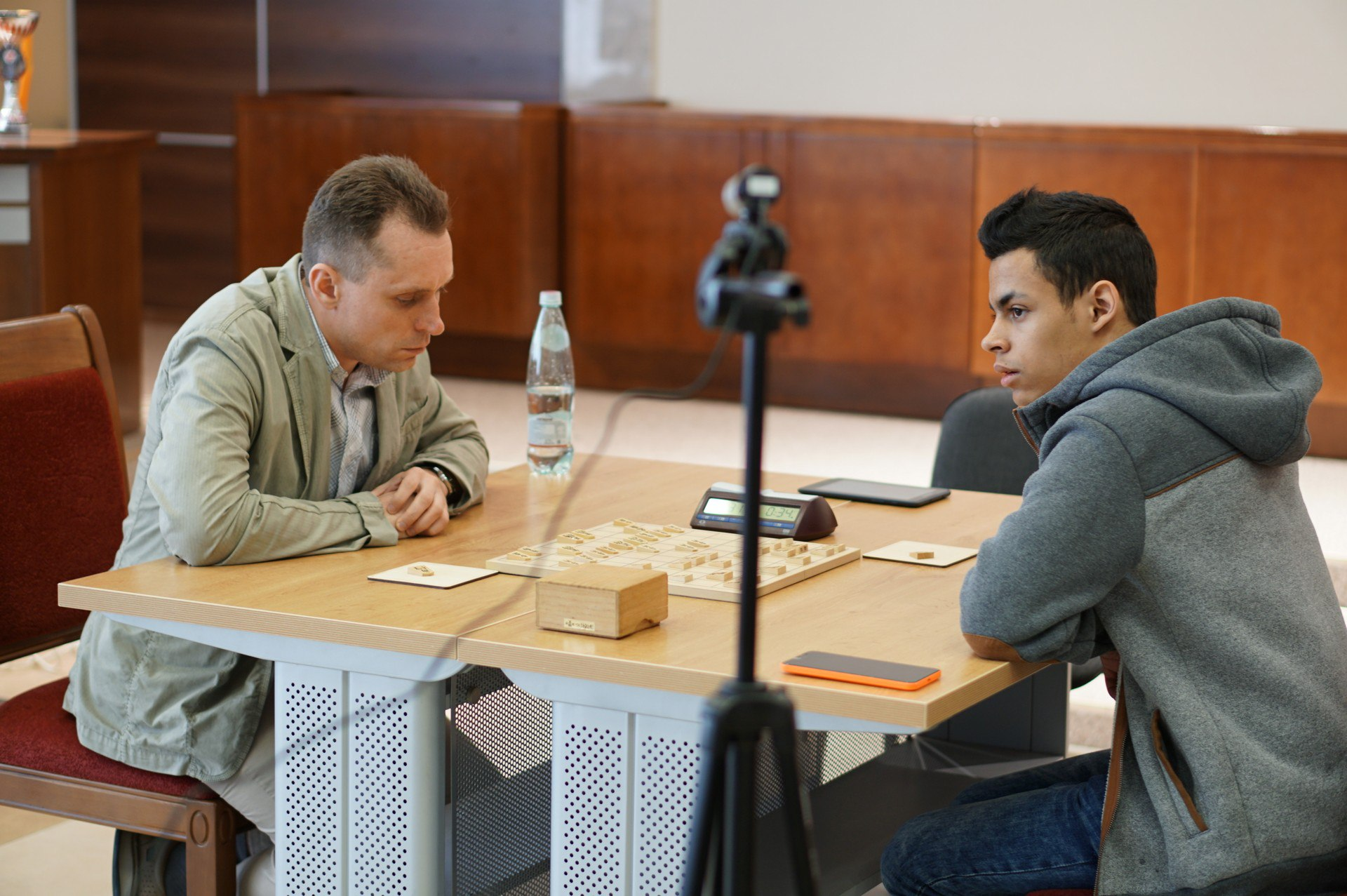
Играют Сергей Корчицкий и Винсент Танян. 2017 год.

Чемпионат Республики Беларусь по японским шахматам сёги проводится с 2004 года. Соревнования проходят в городе Минск. Чемпионат носит открытый характер, и в нём могут принимать участие игроки из других стран. За всё время существования турнира только три игрока становились его победителями: Сергей Корчицкий (Беларусь), Винсент Танян (Беларусь) и Денис Титов (Россия)
В последние годы чемпионат проходит в несколько отборочных этапов, и в финальной части играется турнир в два круга при шести участниках.

## Галерея чемпионов

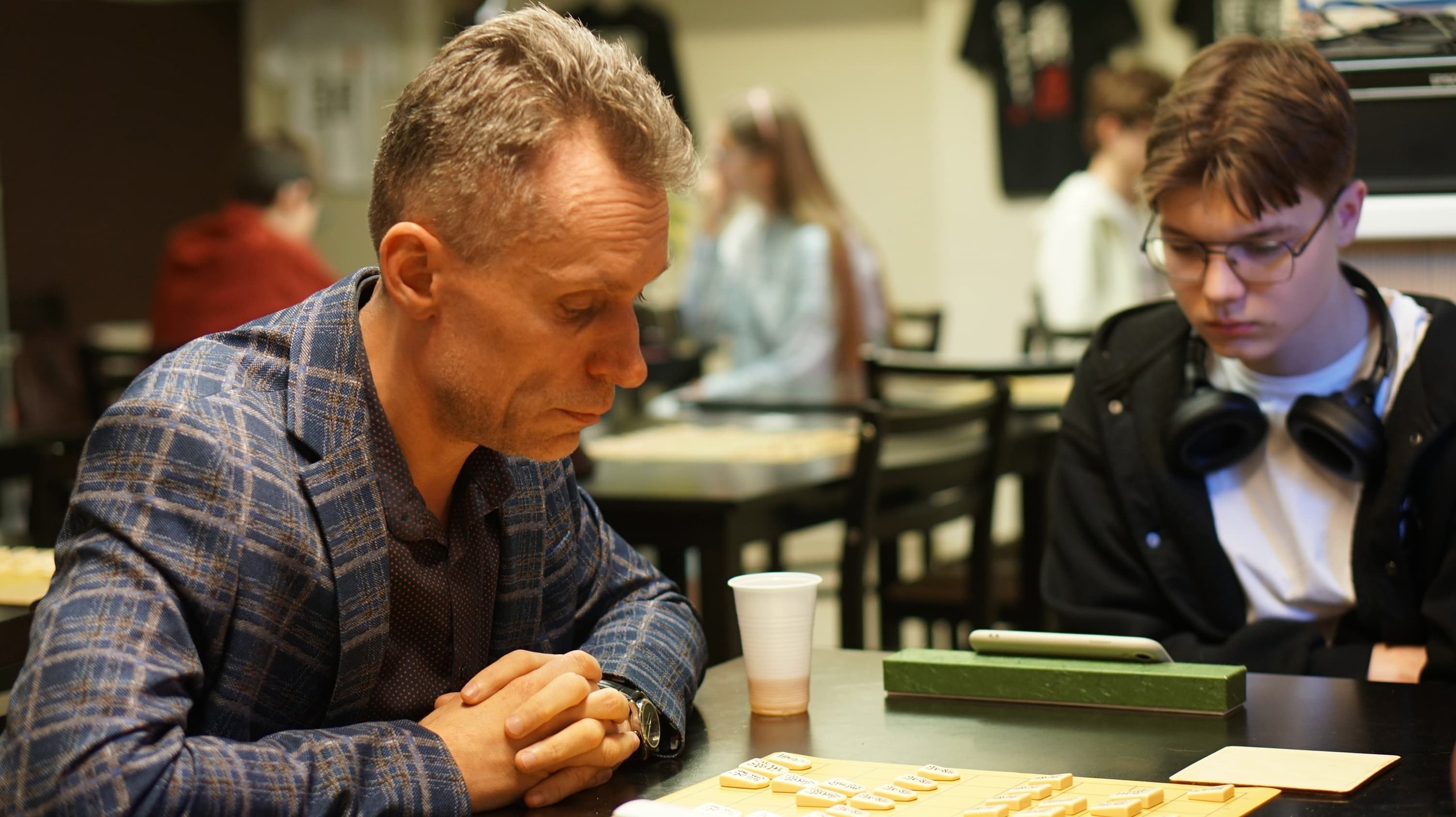
Сергей Корчицкий
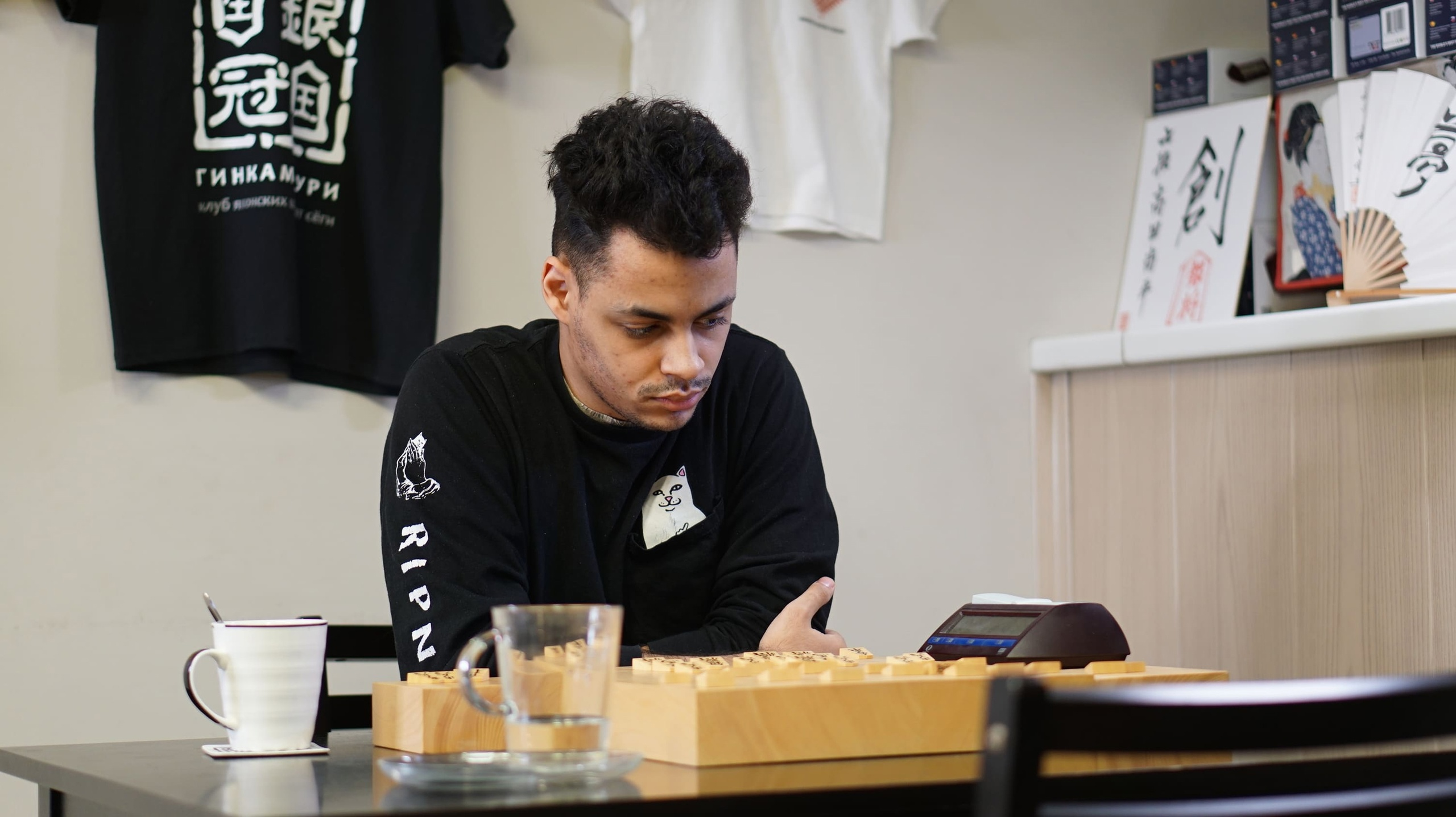
Винсент Танян
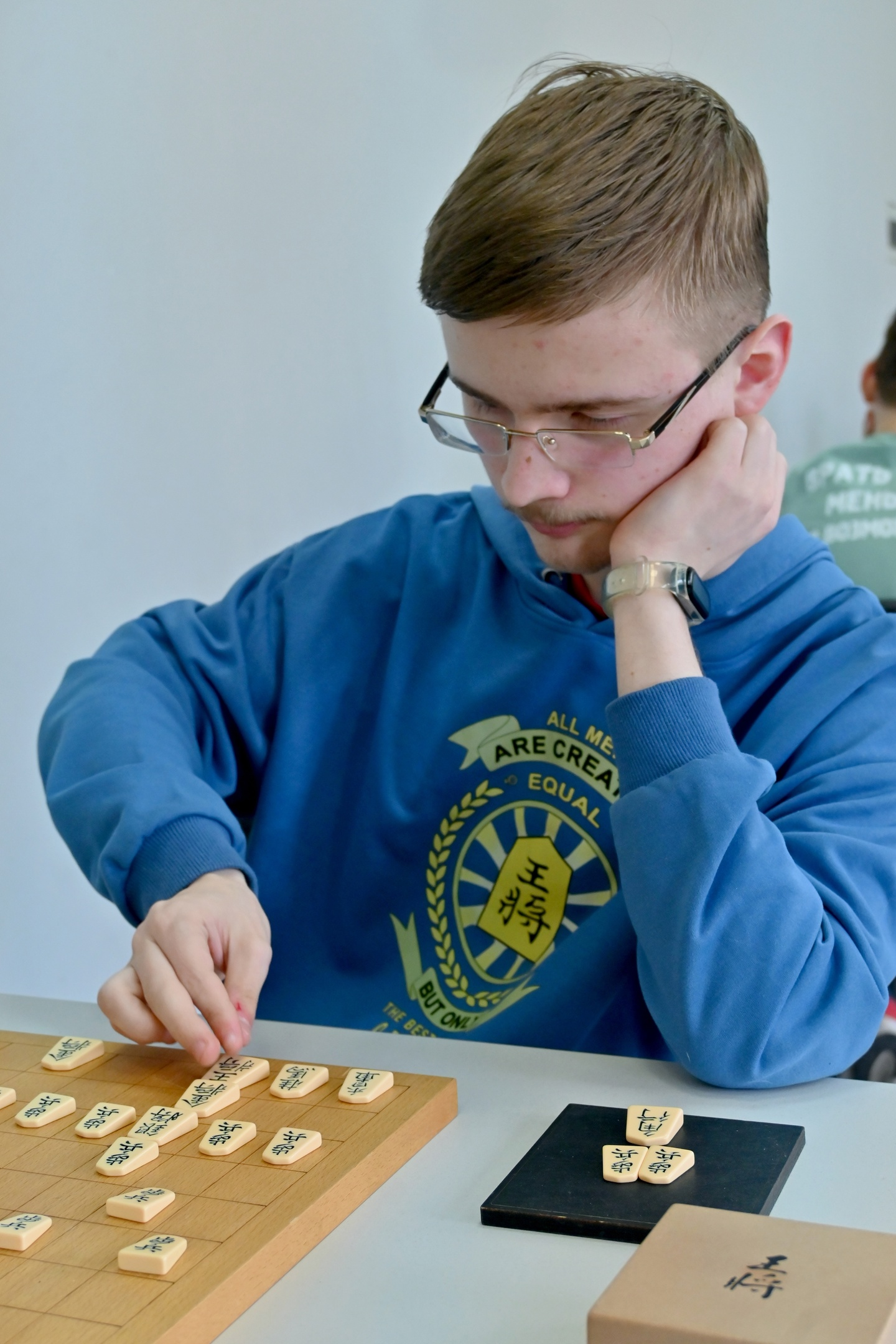
Денис Титов